# Хинтерштодер
Хинтерштодер (нем. Hinterstoder) — коммуна (нем. Gemeinde) в Австрии, в федеральной земле Верхняя Австрия. 
Входит в состав округа Кирхдорф-ан-дер-Кремс. Население составляет 993 человека (на 31 декабря 2005 года). Занимает площадь 150 км². Официальный код  —  40 903.
Место проведения этапов Кубка мира по горнолыжному спорту.

## Политическая ситуация
Бургомистр коммуны — Хельмут Вальнер (АНП) по результатам выборов 2003 года.
Совет представителей коммуны (нем. Gemeinderat) состоит из 13 мест.
- АНП занимает 8 мест.
- СДПА занимает 3 места.
- АПС занимает 2 места.